# Sindgi
Sindgi (o Sindagi) è una città dell'India di 27.749 abitanti, situata nel distretto di Bijapur, nello stato federato del Karnataka. In base al numero di abitanti la città rientra nella classe III (da 20.000 a 49.999 persone).

## Geografia fisica
La città è situata a 16° 55' 0 N e 76° 13' 60 E e ha un'altitudine di 499 m s.l.m..

## Società

### Evoluzione demografica
Al censimento del 2001 la popolazione di Sindgi assommava a 27.749 persone, delle quali 14.252 maschi e 13.497 femmine. I bambini di età inferiore o uguale ai sei anni assommavano a 4.333, dei quali 2.272 maschi e 2.061 femmine. Infine, coloro che erano in grado di saper almeno leggere e scrivere erano 15.603, dei quali 9.046 maschi e 6.557 femmine.